# Eric Persson (1905–1985)
För personer med liknande namn, se Erik Persson.
John Eric Sigfrid Persson, född 30 mars 1905 i Linköping, död 19 november 1985 i Linköping, var en svensk yrkesmålare och målare.

## Biografi
Tillsammans med Linköpingskonstnärerna Thorsten Andersson, Ivar Hammarlund samt Alf Gustavsson gick Eric mellan åren 1938 och 1942 på ABF som hade målarkurser under ledning av Leoo Verde. Det fortsatte även när Verde efterträddes av Rolf Trolle. De fyra blev sedan ”privilegierade” elever som fick egen nyckel till ABF och kunde måla på egen hand. När det ordinarie måleriarbetet var slut för dagen var det bara att byta penslar och ta cykeln ut på landet och måla landskap. De fyra vännerna bildade även en amatörkonstförening, ”Fri konst”, och hyrde lokaler i korsningen av Östgötagatan och Hunnebergsgatan i kvarteret Tuppgränd där de kunde begrunda sina erfarenheter av friluftsmåleriet.
Amatörkonstföreningen ”Fri konst”, upplöstes troligen under nyåret 1956 då föreningen ”Linköpingskonstnärerna” LK bildades. Linköpingskonstnärernas huvudsakliga syfte var att inom provinsen verka för hög konstnärlig standard, bland annat genom utställningar och samarbeten med lokala konstföreningar. I föreningen ingick både målare, grafiker och skulptörer. Stenhusgården användes som utställningslokal.
Eric Persson deltog i Östgöta konstförenings utställningar 1946, 1972 samt 1979 (juryfri).
Persson är representerad vid Mjölby kommun, Motala kommun, Linköpings kommun och Östergötlands läns landsting.